# Myodes gapperi
Myodes gapperi — це мала струнка полівка, поширена в Канаді та на півночі Сполучених Штатів. Він тісно пов’язаний із західною червоною полівкою (Clethrionomys californius), яка мешкає на південь і захід від свого ареалу та менш червона з менш різким двоколірним хвостом.

## Опис
Ці полівки мають коротке тонке тіло з червонуватою смугою на спині та короткий хвіст. Боки тулуба і голова сірі, а низ блідіший. У північно-східній частині їх ареалу є морфа сірого кольору. Вони мають довжину 12–16,5 см з хвостом 4 см і важать приблизно 6–42 г; в середньому 20,6 г. Вони активні цілий рік, переважно вночі. Вони використовують нори, створені іншими дрібними тваринами, такими як вивірки та бабаки.

## Середовище існування
Ці тварини зустрічаються в хвойних, листяних і змішаних лісах, часто поблизу заболочених місць. Вони використовують стежки через наростання поверхні в теплу погоду та тунелі через сніг взимку. Вони всеїдні, харчуються зеленими рослинами, підземними грибами, насінням, горіхами, корінням, а також комахами, равликами та ягодами.

## Розмноження
Самиці полівки мають від двох до чотирьох виводків з двох до восьми дитинчат на рік.